# Bosplantsoen

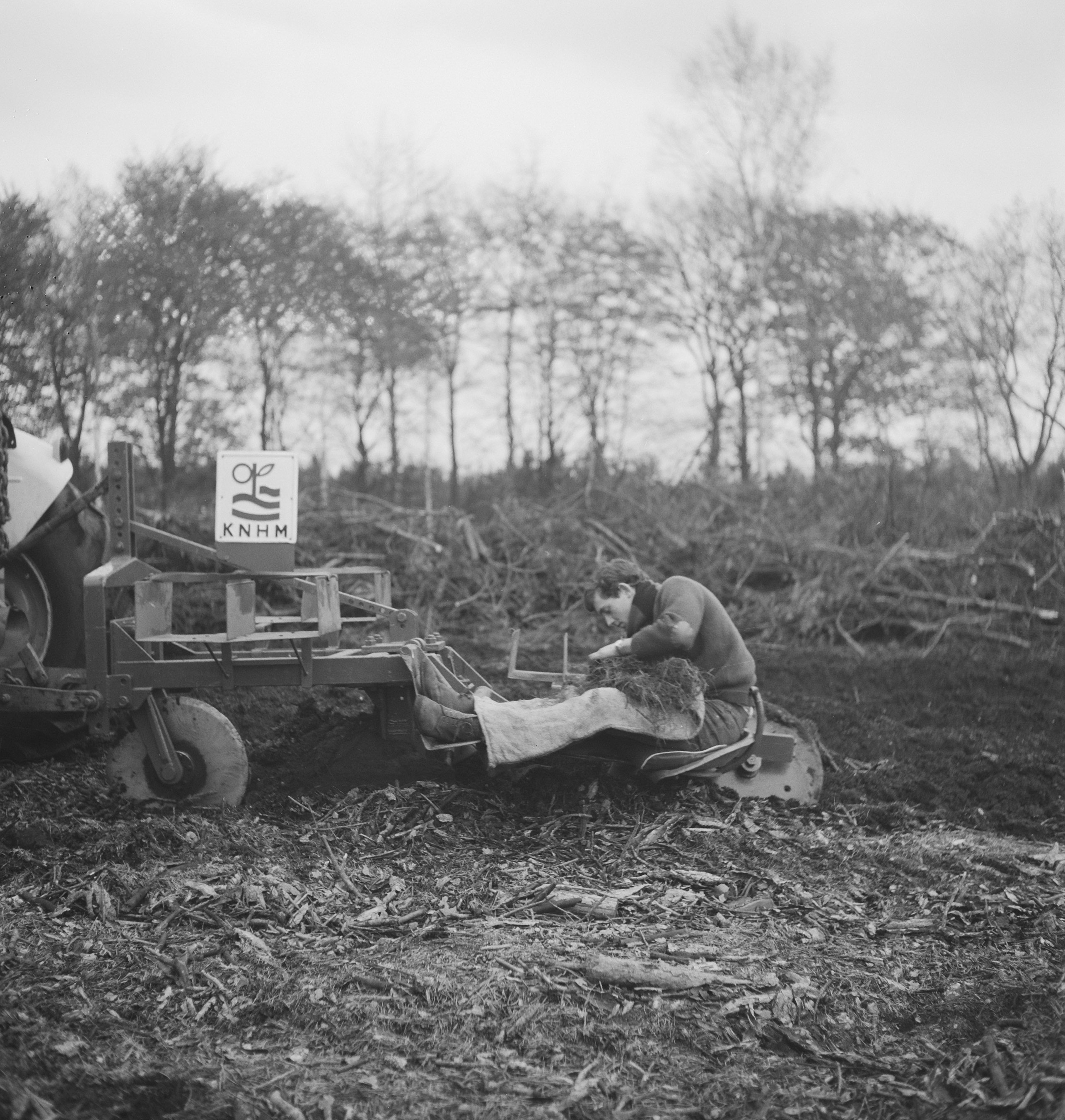
Planten bosplantsoen in 1965

Bosplantsoen is in de boomteelt, bij hoveniers en bosbeheerders de naam van een gewasgroep. Het zijn één- tot driejarige meest inheemse struiken en bomen zoals meidoorn, kardinaalsmuts, hazelaar, kornoeljesoorten, Gelderse roos, eiken en elzen, maar ook naaldhout zoals grove den en douglas die gebruikt worden voor de aanplant van bossen, groensingels of houtwallen.
Bosplantsoengewassen worden door boomkwekers vermeerderd door ze te zaaien. In het westen van Noord-Brabant, in de streek rond Zundert, zijn veel telers van bosplantsoen gevestigd.